# Hans Seytter

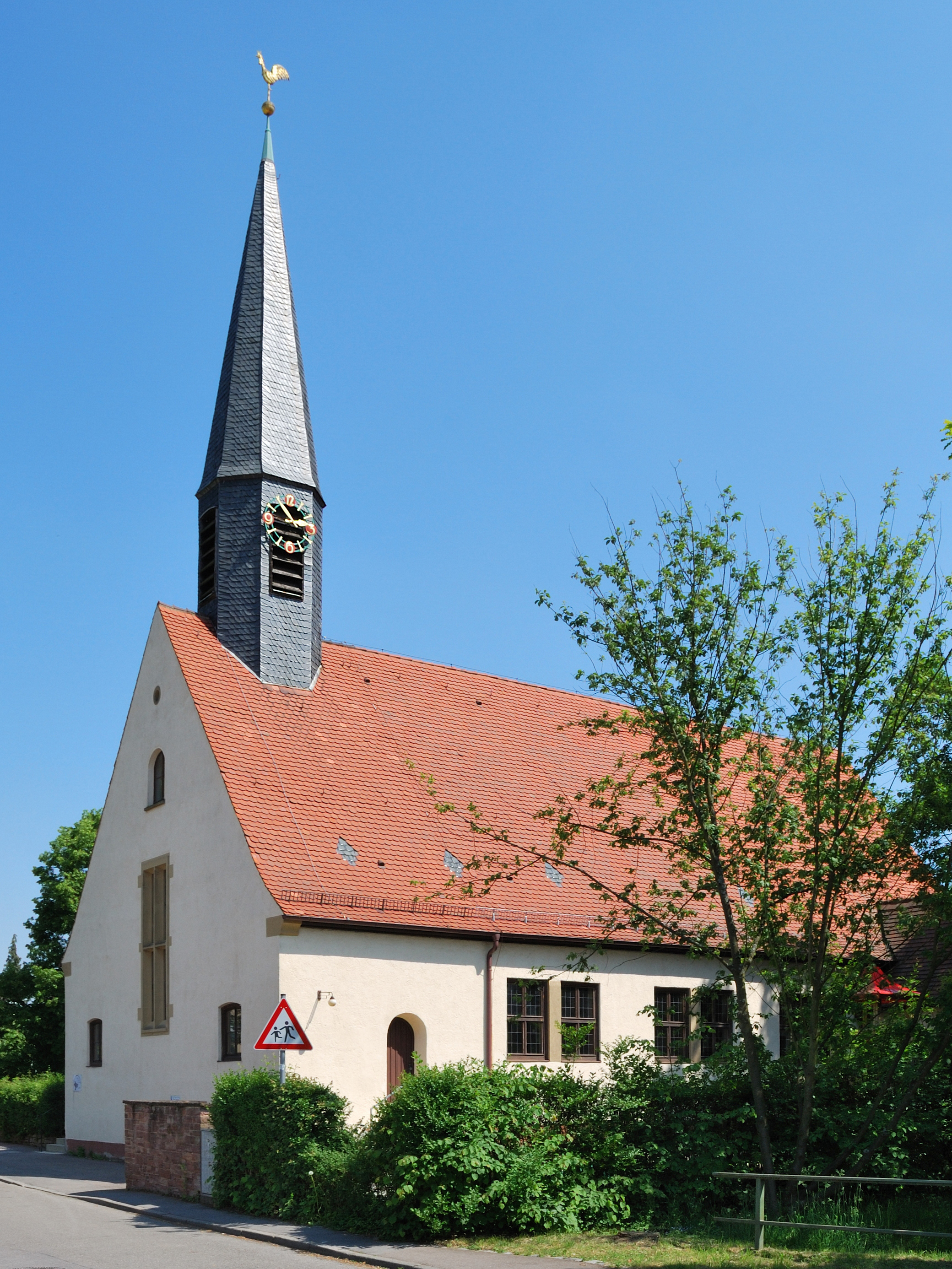
Wolfbuschkirche in Weilimdorf

Hans Seytter (* 16. März 1898; † 19. Juni 1964 in Stuttgart) war ein deutscher Architekt, der vor und nach dem Zweiten Weltkrieg zahlreiche Kirchenneubauten errichtete oder erneuerte.

## Leben
Hans Seytter studierte Architektur und legte im Anschluss an ein Referendariat das zweite Staatsexamen zum Regierungsbaumeister (Assessor in der öffentlichen Bauverwaltung) ab. Seine Habilitationsschrift aus dem Jahr 1929 trug den Titel Zusammenhänge zwischen Form und Konstruktion in der Entwicklung des Möbelbaues, er erlangte damit die Venia legendi für Innenausbau an der Abteilung für Architektur der Technischen Hochschule Stuttgart. 1940 wurde er zum Dozenten in der Abteilung für Architektur der Technischen Hochschule Stuttgart ernannt.

## Bauten und Entwürfe

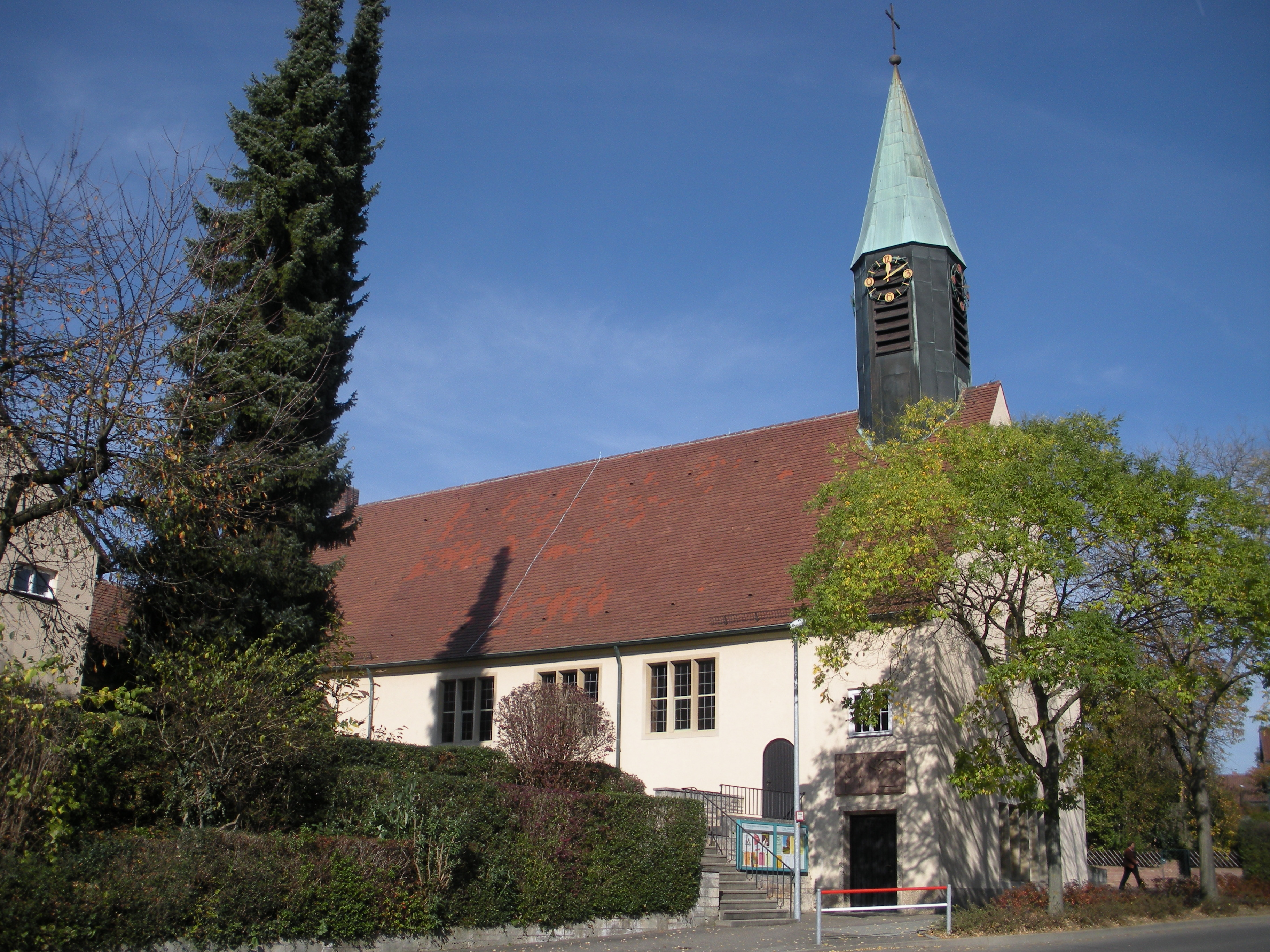
Emmauskirche in Riedenberg

– chronologisch – 

### Orgelprospekt in Nürtingen
Aus den späten 1920er Jahren stammt Seytters Orgelprospekt für die Orgel in der Kreuzkirche in Nürtingen.

### Kirchenumbau Martinskirche Neuffen
1932 wurde die Martinskirche Neuffen nach Entwürfen Seytters neu gestaltet. Da die Bausubstanz zum Teil marode war, wurden alle Emporen und das Gestühl entfernt. Wo zuvor ein Mittelgang bestand und die Kanzel im Mittelschiff auf der Seite platziert war, entstand nun ein mit langen Bänken vollständig ausgefülltes Mittelschiff, das sich ausschließlich nach vorn auf eine neue rechts am Chorbogen angeordnete Kanzel ausrichtete. Die zuvor auf der Westempore gewesene Orgel mit neugotischem Prospekt wurde ersetzt durch eine prospektlose Orgel im Chorraum.

### Nikolaikirche in Heilbronn
1932 wurde die Heilbronner Nikolaikirche nach Plänen Seytters umgebaut. Er kritisierte zuvor verschiedene Teile der um 1900 geschaffenen Innenausstattung, so insbesondere die neugotische Brüstung der Westempore, die seiner Meinung nach „der einzige laute Mißklang in dem sonst einheitlichen Innenraum“ war. Auch die  Kanzel hielt er für „in der Form schlecht und viel zu hoch gestellt“ und die Luther-Statue, die in dreiviertel Lebensgröße im Chor stand, für „eine Dilettantenarbeit“. Sie wurde bei der Restaurierung unter Seytter ebenso entfernt wie die übrige historistische Dekoration der Nikolaikirche.

### Wolfbuschkirche in Weilimdorf
Am 20. März 1938 wurde die von Seytter geplante Wolfbuschkirche in Stuttgart-Weilimdorf eingeweiht.

### Oberhofenkirche in Göppingen
Die Oberhofenkirche in Göppingen wurde 1938 durch Hans Seytter renoviert, wobei die seitlichen Emporen verkürzt wurden.

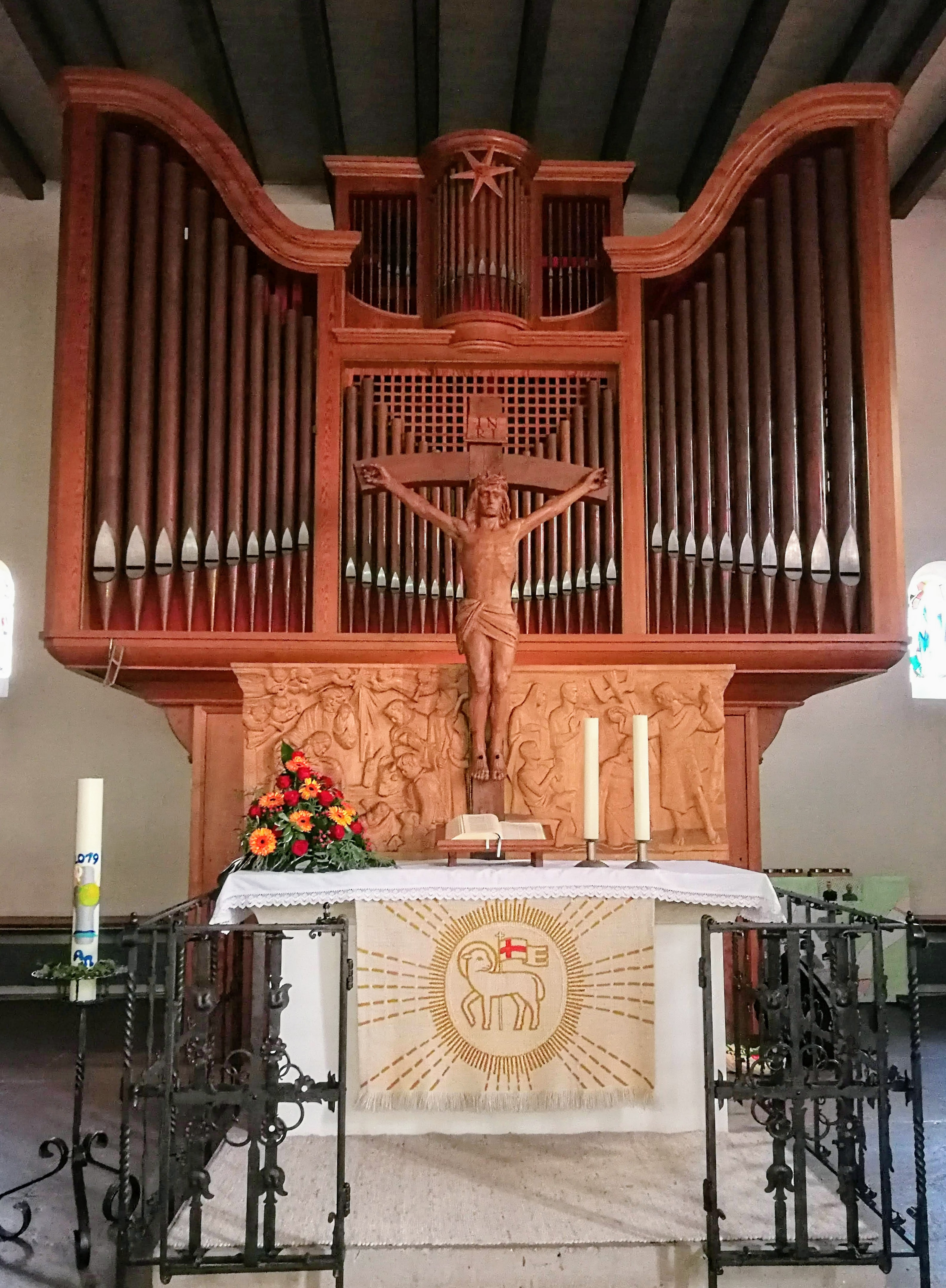
Orgel der Michaelskirche Genkingen

### Orgelprospekt der Michaelskirche in Genkingen
Der Prospekt der 1939 von Steyrer Orgelbau nach Plänen von Helmut Bornefeld erbauten Orgel der Michaelskirche Genkingen wurde von Seytter entworfen.

### Martinskirche in Möhringen
Die nach Plänen und unter Leitung von Seytter wieder aufgebaute Martinskirche in Möhringen wurde 1949 eingeweiht.

### Emmauskirche in Riedenberg
1950 gestaltete Seytter zusammen mit dem Bildhauer Helmut Uhrig die Emmauskirche in Riedenberg.

### Evangelische Kirche in Kirchenkirnberg
1952 wurde die neu aufgebaute evangelische Kirche in Kirchenkirnberg eingeweiht, die allerdings erst 1962 fertiggestellt war. Seytter hatte in der Nachkriegszeit einen eher kleinen und bescheidenen Bau entworfen.

### Wiederaufbau der Stiftskirche in Stuttgart

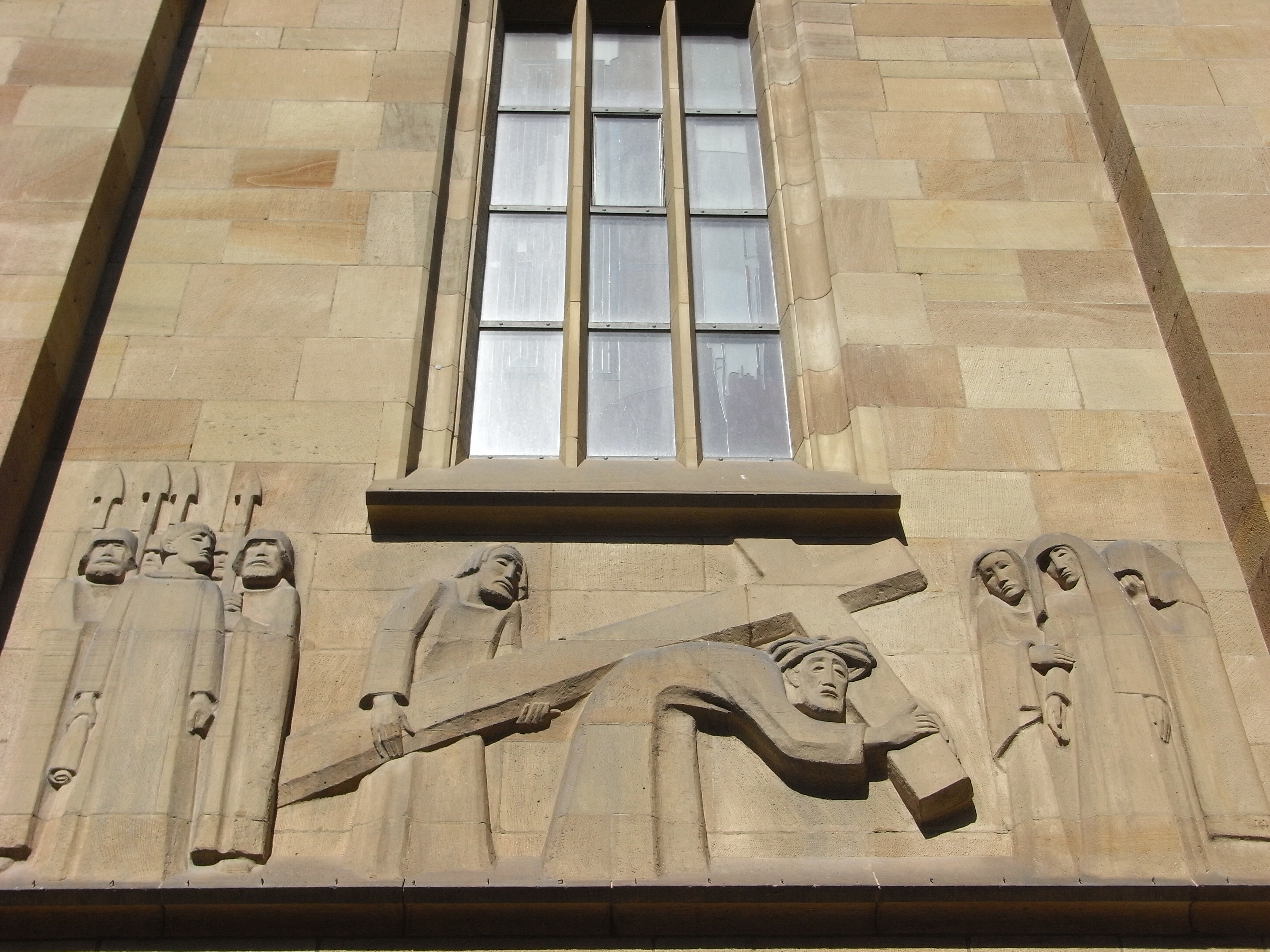
Südwestpforte der Stuttgarter Stiftskirche mit Relief aus dem Jahr 1956

Im Zuge der Luftangriffe auf Stuttgart im Jahr 1944 wurde die Stiftskirche schwer beschädigt. Sowohl der frühgotische Chor als auch das spätgotische Langhaus wurden zerstört, die südliche Außenwand sowie eine der Arkaden des Mittelschiffes, die die Gewölbe trugen, stürzten ein. Die restliche Substanz des Baues wurde durch den Feuersturm schwer in Mitleidenschaft gezogen; der Westturm stand zwar noch, musste aber abgestützt werden. Aus statischen Gründen musste 1950 die Südarkade abgerissen werden, was zur endgültigen Zerstörung der spätgotischen Raumstruktur der Kirche führte. Im Gegensatz zu den Wiederaufbauarbeiten am Würzburger Dom, bei denen die dort vorhandene romanische Dreischiffigkeit wiederhergestellt wurde, wurde die Stuttgarter Stiftskirche durch den Wiederaufbau nach Hans Seytters Plänen in der Nachkriegszeit stark verändert: Das spätgotische Kreuzgewölbe des Chores, das vor den Luftangriffen noch bestanden hatte, wurde nicht wiederhergestellt, sondern eine angenommene frühere Bauphase rekonstruiert, die südliche Außenwand wurde in Formen der 1950er Jahre neu errichtet und in den Innenraum wurde ein riesiges dunkles hölzernes Tonnengewölbe eingezogen, das keinerlei Bezug zu der Vorgeschichte der Kirche hatte. Dazu kam ein Pfeiler mit einem neorealistischen Gerichtsengel und eine Kanzel mit riesigem Schalldeckel. Seytters Lösung wurde schon direkt nach dem Abschluss des Wiederaufbaus stark kritisiert, weil die Kirche nun eher einen Hallen- oder gar Scheunencharakter hatte. Christoph Markschies empfand Seytters 1956 abgeschlossene Arbeit „als ein aggressives Terrorattentat auf einen höchst qualitätvollen früh- und spätgotischen Bau“. Jahrzehnte später wurde Seytters Lösung zugunsten eines erneuten Umbaus durch Bernhard Hirche aufgegeben, obwohl zu diesem Zeitpunkt auch darüber nachgedacht wurde, „ob dem Wiederaufbau des Architekten Hans Seytter nicht doch ein architektonischer Wert zukam und die gefundene Lösung nicht nur repräsentativ für den Stil der fünfziger Jahre genannt werden muß, sondern auch ein eigenständiges theologisches Konzept evangelischen Kirchenbaus repräsentiert“.

### Gemeindezentrum der Johanneskirche in Kornwestheim
Die im Jahr 1921 im Zusammenhang mit der schnell wachsenden Bevölkerung der Stadt Kornwestheim errichtete Notkirche (ein Barackenbau) wurde nach dem Zweiten Weltkrieg im Auftrag der evangelischen Johannesgemeinde durch einen Neubau ersetzt. Seytter lieferte die Entwürfe und leitete die Arbeiten vor Ort. Am 6. März 1955 wurde das Gotteshaus feierlich eingeweiht.
 Die Fassaden sind mit Gönninger Tuffstein verkleidet, das Kirchenschiff ist 41 m lang, 17 m breit und  20 hoch. Mit ihrem 36 m hohen Kirchturm und Plätzen für 900 Gläubige ist die neue Johanneskirche das größte nach dem Krieg in der Evangelischen Landeskirche in Württemberg errichtete Kirchengebäude. Die Innenausstattung mit farbigen Chorfenstern und den Darstellungen des wiederkehrenden Christus, der Johannesoffenbarung und dem Johannesevangelium sowie die Fenster über der Empore stammen von W.-Dieter Kohler, das Kruzifix aus Eichenholz fertigte der Bildhauer Ulrich Henn. Den Altarteppich knüpften Mitglieder der Johannesgemeinde nach einer Vorlage der Stuttgarter Paramentenwerkstatt. Die Orgel auf der Empore entstand 1958 in der Werkstatt der Firma Walcker, Ludwigsburg, besitzt 37 klingende Register und mehr als 2000 Pfeifen.

### Gemeindehaus in Fellbach
Das erste eigene Gemeindehaus der Lutherkirche in Fellbach wurde von Seytter entworfen und 1956 fertiggestellt.

### Christuskirche in Altbach
Die Christuskirche in Altbach wurde nach Plänen Seytters errichtet und am 24. Juli 1960 eingeweiht.

### Umgestaltung der Michaelskirche in Degerloch
Die Michaelskirche in Stuttgart-Degerloch wurde 1961 von Hans Seytter umgestaltet. Seine Arbeiten betrafen hier nur den Innenraum, äußerlich ist die Kirche seit Jahrhunderten fast unverändert erhalten geblieben.

### Auferstehungskirche in Heilbronn-Böckingen

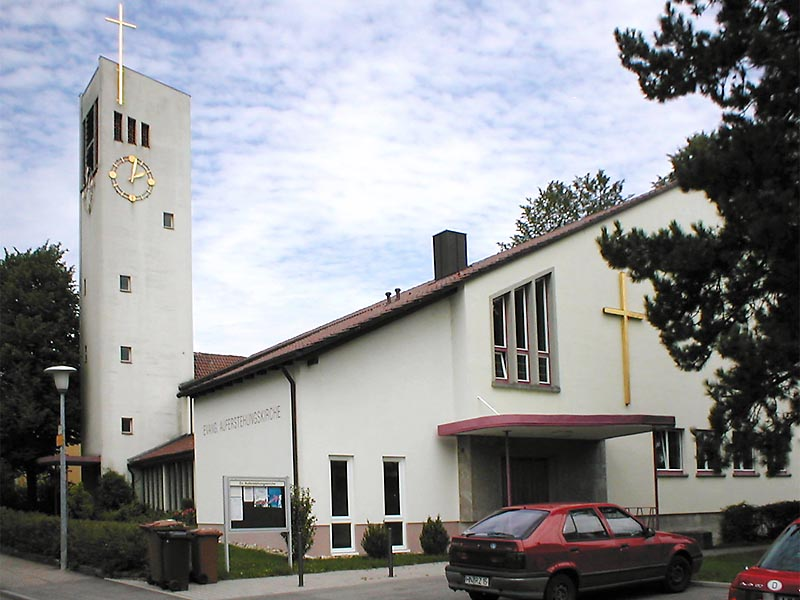
Auferstehungskirche in Heilbronn-Böckingen

Die Auferstehungskirche in Heilbronn-Böckingen gestaltete Seytter im Inneren eher konservativ.
Die Restaurierung bzw. Neuerrichtung der Pankratiuskirche in Auingen hätte Seytter eigentlich auch übernehmen sollen, überließ diese Arbeit allerdings seinem damaligen Angestellten Klaus Ehrlich.